# Oblężenie Antiochii
Oblężenie Antiochii – trwająca od 20 października 1097 do 28 czerwca 1098 roku seria oblężeń i bitew krzyżowców z Turkami Seldżuckimi, w wyniku których krzyżowcy ostatecznie zdobyli Antiochię. Oblężenie można podzielić na dwie główne fazy. W pierwszej, trwającej do 2 czerwca 1098 roku, krzyżowcy oblegali miasto i odparli dwie armie tureckie idące Antiochii z odsieczą. Faza ta zakończyła się zdobyciem miasta, przy czym Turcy utrzymali cytadelę. W drugiej, od 3 do 28 czerwca, krzyżowcy panujący nad miastem oblegali cytadelę i jednocześnie byli oblegani przez turecką armię Kurbughi. Zakończyła się ona bitwą w której krzyżowcy zmusili armię Kurbughi do ucieczki, zaś cytadela poddała się.

## Tło konfliktu
W roku 1096, pod wpływem doniesień o prześladowaniach pielgrzymów, a także próśb o pomoc ze strony Cesarstwa Bizantyjskiego, z zachodniej Europy wyruszyła I wyprawa krzyżowa, w celu wyzwolenia Jerozolimy i Grobu Świętego. Krzyżowcy w roku 1097 dotarli do Konstantynopola, a następnie w przymierzu z cesarzem bizantyjskim zdobyli Niceę i wywalczyli sobie drogę przez Azję Mniejszą, pokonując siły miejscowych Turków Seldżuckich w bitwie pod Doryleum. Przed wkroczeniem do Syrii wojska krzyżowców podzieliły się. Dwa kilkusetosobowe oddziały pod wodzą Tankreda z Hauteville i Baldwina z Boulogne ruszyły krótszą drogą południową, przez Cylicję, zaś główne siły poszły okrężną drogą przez Cezareę Kapadocką. Rozdzielenie sił miało na celu zapewnienie sobie większego poparcia miejscowych chrześcijan, a co za tym idzie lepszego zaopatrzenia, przed oblężeniem Antiochii, a także przygotowanie dróg którymi mogłyby nadciągnąć posiłki. Prócz tego znaczącym powodem mogła być ambicja młodych dowódców pragnących odnieść samodzielne zwycięstwa. W czasie drogi przez Cylicję doszło do walk między krzyżowcami, co prawdopodobnie przyczyniło się do opuszczenia krucjaty przez Baldwina, który zaczął budować własne państwo, a w początkach 1098 przejął władzę w Hrabstwie Edessy.

## Przed oblężeniem
Pierwszy, 500-osobowy oddział krzyżowców, wysłany przez Rajmunda z Tuluzy, dotarł pod Antiochię 8 października. Krzyżowcy zamierzali zająć miasto z zaskoczenia, jednak widząc przygotowaną do obrony załogę zrezygnowali z walki. Część z nich powróciła do głównych sił, a część pod dowództwem Piotra z Roaix obeszła Antiochię i zajęła kilka miast w dolinie Ar-Rudż na południe od niej. Następnie Robert hrabia Flandrii zajął leżącą na wschód od miasta twierdzę Artach. Krzyżowcy wbrew radom bizantyjskiego dowódcy Tatikiosa zdecydowali, by natychmiast, nie czekając na posiłki ani nadejście wiosny, rozpocząć oblężenie. 19 października liczący 2000 ludzi oddział pod dowództwem Roberta Normandzkiego pobił turecki oddział strzegący odległego o 12 kilometrów od Antiochii Mostu Żelaznego na Orontesie, likwidując tym samym ostatnią przeszkodę na drodze do miasta.

## Siły
Siły krzyżowców liczyły według historyków około 25 tysięcy ludzi (uczestnicy wyprawy oceniali je na 40 tysięcy), przy czym wśród nich było jedynie kilka tysięcy rycerzy. Garnizon Turecki w Antiochii liczył około 5000 ludzi pod dowództwem Jaghi Sijana. Miasto dysponowało potężnymi murami obronnymi, które krzyżowcy od początku uznawali za niemożliwe do zdobycia szturmem. Od wschodu było dodatkowo chronione przez góry. Od strony zachodniej znaczna część murów biegła wzdłuż rzeki, nad nią była też położona jedna z bram – brama Mostowa. Oblegający, by odciąć miasto, musieli podzielić swoje siły na trzy rozdzielone rzeką części. Podczas oblężenia miały miejsce trzy próby tureckiej odsieczy dla miasta. Pierwsza pod wodzą Dukaka z Damaszku w sile prawdopodobnie kilku tysięcy ludzi (choć źródła średniowieczne mówią nawet o 60 tysiącach). Druga pod dowództwem Ridwana z Aleppa w sile około 12 tysięcy ludzi. Trzecia pod wodzą Kurbughi, którego siły miały być wedle źródeł co najmniej 7-krotnie liczniejsze od krzyżowców. Źródła średniowieczne szacują je zwykle na kilkaset tysięcy a niekiedy nawet powyżej miliona ludzi. Współcześni historycy oceniają je na kilkadziesiąt tysięcy – najskromniejsze oceny mówią o około 35 tysiącach. Zdecydowaną większość kolejnych odsieczy stanowiła jazda.

## Oblężenie miasta przez krzyżowców
Krzyżowcy dotarli pod miasto 20 października (niektóre źródła podają, że główne siły przybyły dopiero 21 października). Siły te rozlokowały się na północny zachód od miasta, blokując 3 z 6 głównych bram Antiochii. Siły Normandzkie dowodzone przez Boemunda stanęły pod położoną na północy Bramą świętego Pawła, za nim w odwodzie stanęły wojska Tankreda. Na południe od nich stanęły oddziały Roberta Normandzkiego, Roberta Flandryjskiego, Stefana z Blois i Hugona z Vermandois.
Rajmund z Tuluzy wraz z biskupem Ademarem założyli obóz pod Bramą Psią, zaś Gotfryd z Bouillon pod bramą Książęcą. Trzy pozostałe bramy, w tym najistotniejsza dla zaopatrzenia miasta Brama mostowa, pozostały nie obsadzone, gdyż ich zablokowanie wymagałoby rozdzielenia sił krzyżowców. W pewnej odległości od miasta stanęły posiłkowe wojska bizantyjskie, pod dowództwem Tatikiosa.
Przez pierwsze dwa tygodnie obrońcy nie wychodzili poza mury. Do obozów oblegających swobodnie chodzili za to chrześcijańscy mieszkańcy miasta, dzięki czemu Turcy mieli dokładne informacje o siłach napastników. Później  obrońcy zaczęli nękać krzyżowców atakami, przede wszystkim przy pomocy łuczników, ostrzeliwując ich obozy z bezpiecznych pozycji. Obóz Boemunda był regularnie ostrzeliwany z góry Staurin, zaś obóz Rajmunda z Tuluzy i Ademara ze wschodniego brzegu Orontesu. Jednocześnie Turcy zaczęli wyłapywać pojedynczych krzyżowców, którzy oddalili się od obozów. By przeciwdziałać tym atakom, krzyżowcy zbudowali most łyżwowy przez Orontes, naprzeciw bramy Książęcej, dzięki czemu oprócz możliwości kontrataku zdobyli też łatwą drogę do portów nad Morzem Śródziemnym, gdzie przed połową listopada w nieznanych okolicznościach opanowali port Saint-Simeon. Droga ta stała się główną trasą zaopatrzeniową ich armii.
17 listopada do portu przybyły genueńskie statki z zaopatrzeniem i rzemieślnikami. Dzięki nim zbudowano prowizoryczną warownię na stokach Staurinu (nazwaną przez nich Maregardem), która miała zabezpieczyć obóz Boemunda. W tym samym czasie Boemund rozbił silny oddział turecki z nękającej często krzyżowców pobliskiej twierdzy Harim.
Mimo znacznej dbałości dowódców o zaopatrzenie, w połowie grudnia w obozach oblegających zaczęło brakować żywności. 28 grudnia wysłano duży oddział (wedle Dziejów Pierwszej Krucjaty stanowiący połowę sił krzyżowców) pod dowództwem Boemunda i Roberta Flandryjskiego w celu zdobycia żywności. 31 grudnia pod Albrą oddział ten natknął się niespodziewanie na idącą na pomoc Antiochii armię Dukaka z Damaszku. W najprawdopodobniej nierozstrzygniętej bitwie Dukak został zmuszony do odwrotu, jednak w tym samym czasie załoga miasta przypuściła atak na obóz Rajmunda i Ademara. Turcy małym oddziałem wyciągnęli siły krzyżowców na zachodni brzeg Orontesu, a następnie usiłowali je okrążyć. Siły krzyżowców przy znacznych stratach przedarły się jednak do obozu i powstrzymały Turków na brzegu rzeki. W walce Turcy zdobyli chorągiew biskupa Ademara.
Po powrocie sił Boemunda i Roberta w obozie nadal panował głód. Zaopatrzenie organizowali Ormianie i Syryjczycy, jednak było ono niewystarczające, a ceny żywności uniemożliwiały jej zakup biedniejszym krzyżowcom. Na początku roku 1098 sytuacja w obozie krzyżowców była coraz gorsza. Dowódcy, chcąc pobudzić żarliwość religijną żołnierzy, zarządzili trzydniowy post oraz wydalenie do osobnego obozu wszystkich kobiet. Pod koniec stycznia z obozu uciekli Piotr Pustelnik i Wilhelm Cieśla – niedawni przywódcy Krucjaty ludowej, jednak zostali schwytani i ponownie sprowadzeni do obozu przez Tankreda. Wilhelm wkrótce uciekł ponownie, tym razem skutecznie (dostał się do obozu Kurbughi). Wtedy też armię krzyżowców opuścił, pod pozorem zorganizowania zaopatrzenia i posiłków, Tatikios. Według niektórych źródeł również Boemund miał wówczas grozić odejściem z obozu.
W lutym pod miasto dotarła licząca około 12 000 ludzi armia Ridwana z Aleppo, który jednak zatrzymał się w pobliskim Harimie. Krzyżowcy zdecydowali, by wysłać przeciw niemu jedynie jazdę pod wodzą Boemunda, Roberta z Flandrii i Stefana z Blois. Być może już wówczas wybrano Boemunda głównodowodzącym oblężenia, a co najmniej dowódcą idącej na spotkanie Ridwana jazdy. 9 lutego Boemund rozgromił armię Ridwana i zmusił Turków do porzucenia twierdzy Harim.
4 marca do Saint-Simeon zawinęła flota angielska z zaopatrzeniem, które krzyżowcy za radą Boemunda zamierzali wykorzystać do zbudowania warowni blokującej bramę Mostową. Do portu został wysłany oddział pod dowództwem Rajmunda z Tuluzy i Boemunda. Na powracających po 4 dniach krzyżowców napadli z zasadzki obrońcy miasta, wybijając znaczną część oddziału Rajmunda, ostatecznie jednak dzięki nadejściu Boemunda i odsieczy z obozu krzyżowcy wygrali bitwę i z zaopatrzeniem dotarli pod miasto. Zwycięstwo to miało, jak wskazują źródła, olbrzymi wpływ na morale krzyżowców, którym przywróciło nadzieję, oraz na morale obrońców, których siły poważnie uszczupliło (zginęło około 1500 osób z 5000 załogi).
W dniach 10 – 14 marca krzyżowcy ufortyfikowali opuszczony meczet naprzeciw Bramy Mostowej. Warownia nazwana La Mahomerie została powierzona Rajmundowi z Tuluzy. Na początku kwietnia krzyżowcy zdecydowali się na zablokowanie ostatniej wolnej bramy miejskiej – południowej bramy świętego Jerzego, gdzie swoją warownię (za czterysta talarów srebrem wyłożonych przez pozostałych dowódców) wystawił Tankred. Tym samym krzyżowcy zamknęli oblężenie i odcięli miasto od dostaw żywności. 20 maja ze strony załogi wyszła pierwsza propozycja kapitulacji, jednak posłów wysłanych do miasta zamordowano. Wśród krzyżowców istniała opinia, że cała propozycja od początku była pułapką, jednak niektórzy historycy uważają, że mogła to być akcja podjęta przez załogę miasta, która chciała poddać miasto wbrew woli dowództwa, zaś mord na posłach wynikał z wykrycia spisku.

### Zdrada Firuza i zdobycie miasta

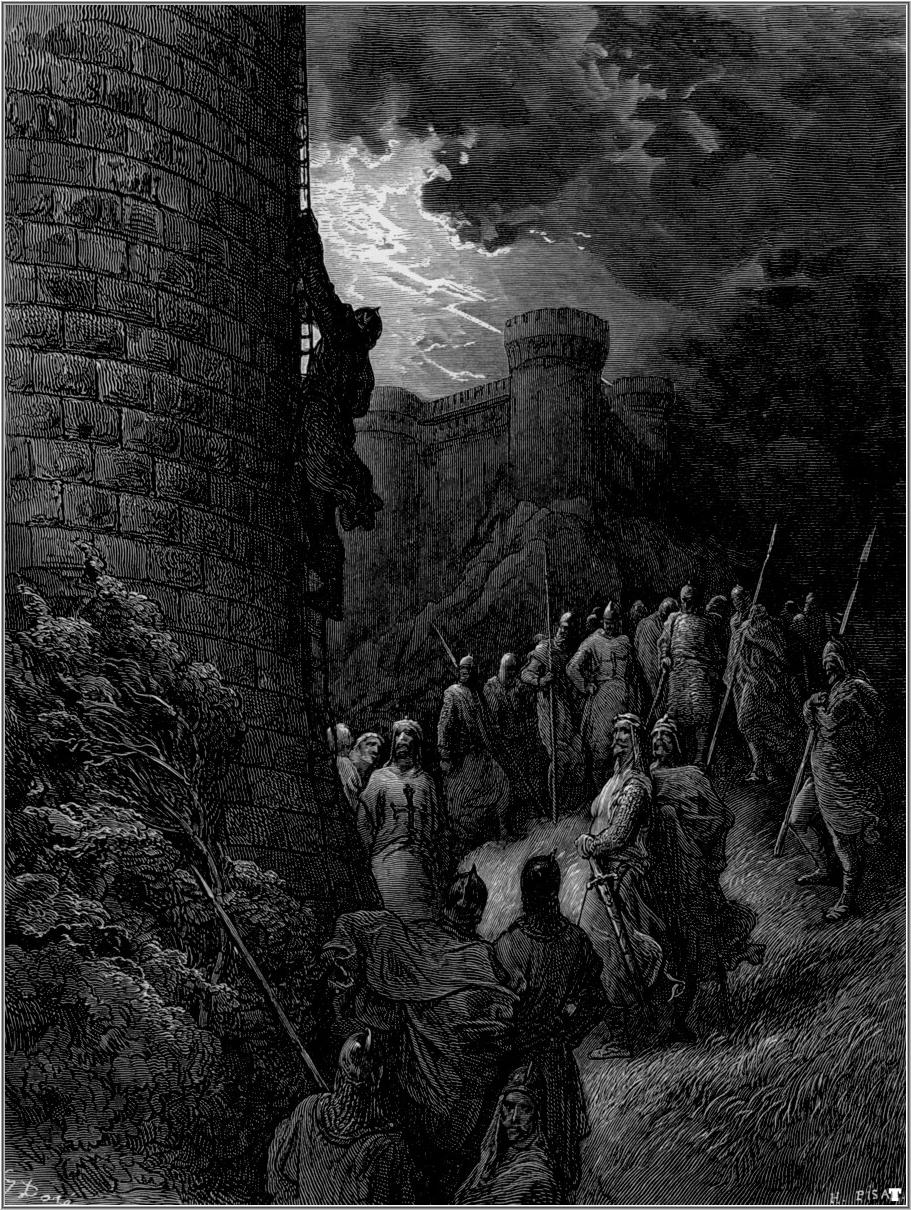
Boemund wspina się na mur obronny Antiochii, rycina Gustawa Doré.

Przypuszczalnie między kwietniem a połową maja trwały tajne negocjacje między Boemundem a dowódcą kilku wież na południowym odcinku murów – Ormianinem Firuzem. Początek tych negocjacji nie jest znany, przypuszczalnie zainicjował je Firuz, kierując się zarówno chciwością, jak i żądzą zemsty na Jahgi Sijanie, który miał upokorzyć go publiczną chłostą. Jednocześnie Boemund zaproponował innym przywódcom krucjaty, by wybrali jednego wodza, który w razie zwycięstwa otrzymałby władzę nad miastem. Początkowo wodzowie nie zgodzili się na tę propozycję.
W połowie maja do krzyżowców dotarły wieści o kolejnej armii muzułmańskiej zbliżającej się do Antiochii, pod wodzą atabega Mosulu – Kurbughi. Armia Kurbughi przez kilka tygodni maja nieskutecznie oblegała opanowaną przez Baldwina Edessę. Uczeni nie są zgodni co do tego, czy zwłoka ta pozwoliła krzyżowcom zdobyć miasto, czy też jedynie przesunęła w czasie przygotowaną już znacznie wcześniej operację. 28 maja informacje te zostały potwierdzone przez zwiadowców i na odbytej następnego dnia naradzie wodzowie zgodzili się oddać miasto Boemundowi, jeśli ten będzie potrafił je zdobyć. Miasto miało jednak zostać oddane Cesarzowi bizantyjskiemu, jeśli ten zgodnie z wcześniejszymi umowami wspomoże krucjatę. W kolejnych dniach Boemund wziął na zakładnika syna Firuza.
2 czerwca spory oddział krzyżowców demonstracyjnie na oczach załogi oddalił się od miasta, lecz w nocy powrócił pod kontrolowane przez Firuza wieże. Oddział kilkudziesięciu Normanów wraz z Boemundem (który dołączył do niego dopiero po ponagleniach ze strony Firuza i własnych żołnierzy) po drabinie wszedł na mury i zdobył kilka najbliższych wież. Drabina załamała się pod kolejnymi oddziałami (według niektórych źródeł drabina załamała się już podczas wchodzenia pierwszego oddziału, jednak pod mury podstawiono kolejną), lecz wkrótce krzyżowcy wyłamali bądź otworzyli od wewnątrz pobliską bramę świętego Jerzego i wkroczyli do miasta. Jednocześnie Gotfryd i Robert z Flandrii przypuścili szturm na Cytadelę, by zmusić obrońców do rozdzielenia sił. Boemund po wkroczeniu do miasta rozkazał umieścić swój sztandar pod szczytem góry Silpion, naprzeciw cytadeli, skąd widoczny był w całej Antiochii. Większość obrońców, przekonana, że miasto już padło, rzuciła się do ucieczki, podczas której zginął m.in. dowódca załogi Jaghi Sijan (zamordowany dla spodziewanej nagrody przez zamieszkujących pod miastem Ormian).
Znaczna część krzyżowców, być może nawet spośród dowódców, nie była wtajemniczona w plan Boemunda (według jednego ze źródeł nie wiedział o nim nawet jego bratanek Tankred) i dopiero rankiem, słysząc odgłosy walki i widząc sztandar Boemunda nad miastem przyłączyła się do bitwy. Zamieszkujący miasto Ormianie i Syryjczycy otworzyli pozostałe bramy i przyłączyli się do walki z Turkami. Niewielki oddział Turków pod wodzą syna Jaghiego Sijana – Szamsa ad-Daula, przedostał się do cytadeli, której udało się obronić przed Godfrydem i Robertem. Reszta obrońców zginęła, podobnie jak i inni muzułmańscy mieszkańcy miasta, a także wielu zabijanych przez pomyłkę w ciemnościach chrześcijańskich Ormian i Syryjczyków. Sporą część miasta wokół bramy mostowej zajęły siły prowansalskie Rajmunda z Tuluzy, jedynego dowódcy, który przeciwstawiał się do końca przekazaniu miasta Boemundowi.

## Oblężenie miasta przez Turków
Armia Kurbughi zależnie od źródła zaczęła podchodzić pod miasto już następnego dnia lub po trzech dniach od jego zdobycia. W pierwszym starciu straż przednia Kurbughi pobiła 15-osobowy normański oddział Rogera z Barneville, zabijając dowódcę. 5 czerwca Kurbugha zajął most żelazny, wybijając załogę strzegących go baszt i podszedł z głównymi siłami pod miasto. W następnych dniach, jego żołnierze w sile około 2000 ludzi atakowali La Mahomerie, bronioną przez Roberta z Flandrii dysponującego około 500 ludźmi (krzyżowcy porzucili pozostałe warownie). La Mahomerie padła w nocy z 8 na 9 czerwca. Jednocześnie Kurbugha przejął od Szamsa ad-Dauli cytadelę Antiochii, do której wprowadził własną, znacznie większą, załogę. Naprzeciw cytadeli mały obóz warowny wystawił Boemund, do którego dołączyli wkrótce Robert z Flandrii i Robert Normandzki. Godfryd bronił miasta od strony Bramy świętego Pawła (pod którą stanął główny oddział Kurbughi, zaś Rajmund podzielił swe siły między Bramę mostową a obóz Boemunda.
8 lub 10 czerwca, uprzedzając spodziewany atak od strony cytadeli, krzyżowcy zaatakowali położony pod nią obóz turecki. Po początkowym sukcesie zostali jednak zmuszeni do ucieczki, a następnie Turcy zaatakowali miasto. Nieustanny szturm trwał dwa dni, podczas których morale krzyżowców było bliskie załamania. Szerzyły się dezercje (w dodatku dezerterzy rozsiewali plotki o upadku miasta, które przyczyniły się do wstrzymania bizantyjskich posiłków), plotkowano też o przygotowywanej ucieczce dowódców. Wielu krzyżowców odmawiało walki, chowając się w domach, toteż zdesperowany Boemund 12 czerwca rozkazał podpalić domy w których ukrywali się żołnierze, lecz wiatr rozniósł ogień i w efekcie spłonęła znaczna część miasta (około 2000 domów). 14 czerwca miało miejsce wydarzenie opisywane w kronikach jako ogień, który pojawił się na niebie i spadł na wojska tureckie (w czym historycy podejrzewają upadek meteoru). Krzyżowcy odebrali to jako znak od Boga. Tego samego dnia Kurbugha zdecydował się przerwać szturm i przegrupować swoje siły, zamykając ostatecznie oblężenie. Wówczas krzyżowcom udało się wznieść prowizoryczny mur pomiędzy nimi a cytadelą, który zmniejszył intensywność walk. W wyniku całkowitego odcięcia miasta zapanował w nim głód.

### Odnalezienie Świętej Włóczni

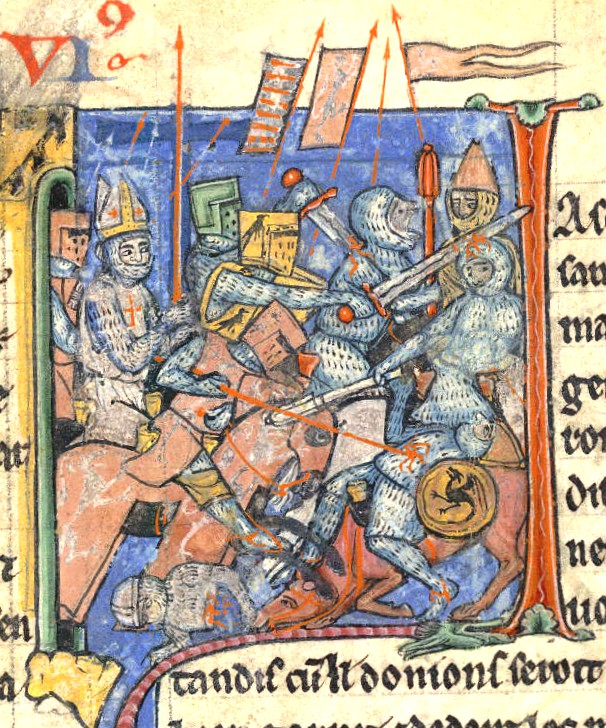
Biskup Ademar ze Świętą Włócznią

Podczas tureckiego szturmu 10 czerwca do dowódców zgłosił się jeden z towarzyszących wyprawie biedaków – Piotr Bartłomiej. Twierdził on, że już od grudnia 1097 roku miał objawienia, w których ukazywał mu się Andrzej Apostoł. W ostatnim z tych objawień miał przekazać mu informację o ukrytej pod jednym z antiocheńskich kościołów Świętej Włóczni, którą został przebity bok Jezusa Chrystusa na Krzyżu. Biskup Ademar uznał początkowo całą opowieść za oszustwo, jednak po uspokojeniu sytuacji w mieście 14 czerwca na polecenie Rajmunda z Tuluzy podjęto poszukiwania pod wymienionym przez Piotra Bartłomieja kościołem świętego Piotra. Wieczorem we wskazanym miejscu odkopano Włócznię, co wywołało wielki entuzjazm wśród krzyżowców. Źródła z epoki, a za nimi większość historyków, uznają, że to właśnie odkrycie Świętej Włóczni zmieniło nastawienie obrońców i skłoniło ich do wydania bitwy Turkom. Niektórzy jednak, jak Thomas Asbridge, kwestionują tę koncepcję wskazując na stosunkowo długi odstęp czasu, jaki dzieli odnalezienie Włóczni od bitwy, oraz to, że według niektórych źródeł krzyżowcy jeszcze po jej odnalezieniu usiłowali negocjować z Turkami wycofanie się z miasta.

### Negocjacje i przygotowania do bitwy
Po odnalezieniu Włóczni zdecydowano o wysłaniu posłów do Kurbughi, prawdopodobnie miało to miejsce 24 czerwca. Posłami byli Piotr Pustelnik oraz pełniący funkcję jego tłumacza Herlin. Cele i efekty tego poselstwa są bardzo różnie przedstawiane przez źródła. Według świadectw uczestników wyprawy krzyżowcy zarzucili Kurbudze najazd na ziemię chrześcijan i pytali, czy przybył po to, by przyjąć chrześcijaństwo, czy też po to, by chrześcijan prześladować. Żądali też natychmiastowego opuszczenia przez najeźdźców ziem chrześcijańskich, gwarantując jednocześnie możliwość zabrania całego dobytku. Kurbugha miał odpowiedzieć żądaniem, by krzyżowcy przyjęli Islam. Wówczas mieli otrzymać we władanie Antiochię i inne liczne miasta. W przeciwnym wypadku zostaną zabici lub wzięci w niewolę. Inne źródła mówią, że krzyżowcy zaproponowali Kurbudze bitwę lub rozwiązanie sporu przez pojedynek wybranych rycerzy. Ormianin Mateusz z Edessy twierdzi, że posłowie prosili jedynie o prawo do bezpiecznego powrotu do swoich krajów. Podobna informacja występuje w źródłach arabskich. Wszystkie źródła zgadzają się zaś co do tego, że Kurbugha odmówił krzyżowcom. Po powrocie poselstwa w mieście podjęto uroczyste przygotowania do bitwy. Krzyżowcy przez trzy dni pościli, spowiadali się i odbywali procesje ze Świętą Włócznią. Ostatniego dnia wszyscy przyjęli Komunię Świętą. Przed bitwą na tymczasowego wodza wybrano Boemunda.

### Bitwa
Krzyżowcy podzielili się na 6 pieszych (nie mieli już koni) oddziałów. Pierwszym złożonym z łuczników dowodził Hugo de Vermandois, wraz z Robertem z Flandrii. Drugim Gotfryd z Bouillon, trzecim Robert Normandzki, czwartym Biskup Ademar niosący Świętą Włócznię, dowodził on ludźmi Rajmunda z Tuluzy, który z 200 ludźmi został w mieście, by powstrzymać spodziewany atak z cytadeli. Piątym oddziałem dowodził Tankred, a szóstym sam Boemund. 28 czerwca krzyżowcy w takiej właśnie kolejności wyszli z Antiochii przez bramę Mostową. Kurbugha zdecydował się nie atakować ich od razu głównymi siłami. Przypuszczalnie chciał poczekać, aż oddalą się od bramy na tyle, by odwrót do miasta stał się niemożliwy. Początkowo zatem krzyżowcy zostali zaatakowani jedynie przez siły strzegące bramy mostowej, a następnie przez kolejne oddziały stacjonujące pod najbliższymi bramami. Najgroźniejszy był atak na tyły, od strony bramy świętego Jerzego, który został jednak powstrzymany przez sformowany w trakcie bitwy z części ludzi Gotfryda i Roberta z Flandrii siódmy oddział pod  dowództwem Renalda z Toul. Gdy krzyżowcy zmusili te jednostki do odwrotu, ruszyły na nich główne siły Kurbughi. Uciekające oddziały wywołały chaos wśród nadchodzących wojsk i całe siły tureckie rzuciły się do ucieczki. Krzyżowcy zdobyli bogaty obóz Kurbughi, a cytadela na widok klęski poddała się Rajmundowi, co stanowiło zakończenie walk o Antiochię.

## Skutki
Zdobycie Antiochii otworzyło krzyżowcom drogę do Jerozolimy. Jednak spory jakie rozgrzały o władzę nad nią spowodowały przerwanie wyprawy na wiele miesięcy. Ostatecznie zgodnie z wcześniejszymi postanowieniami przekazano ją Boemundowi, który odłączył się od krucjaty i stworzył Księstwo Antiochii.